# 茹魯蒂 (帕拉州)
2°9′8″S 56°5′32″W / 2.15222°S 56.09222°W

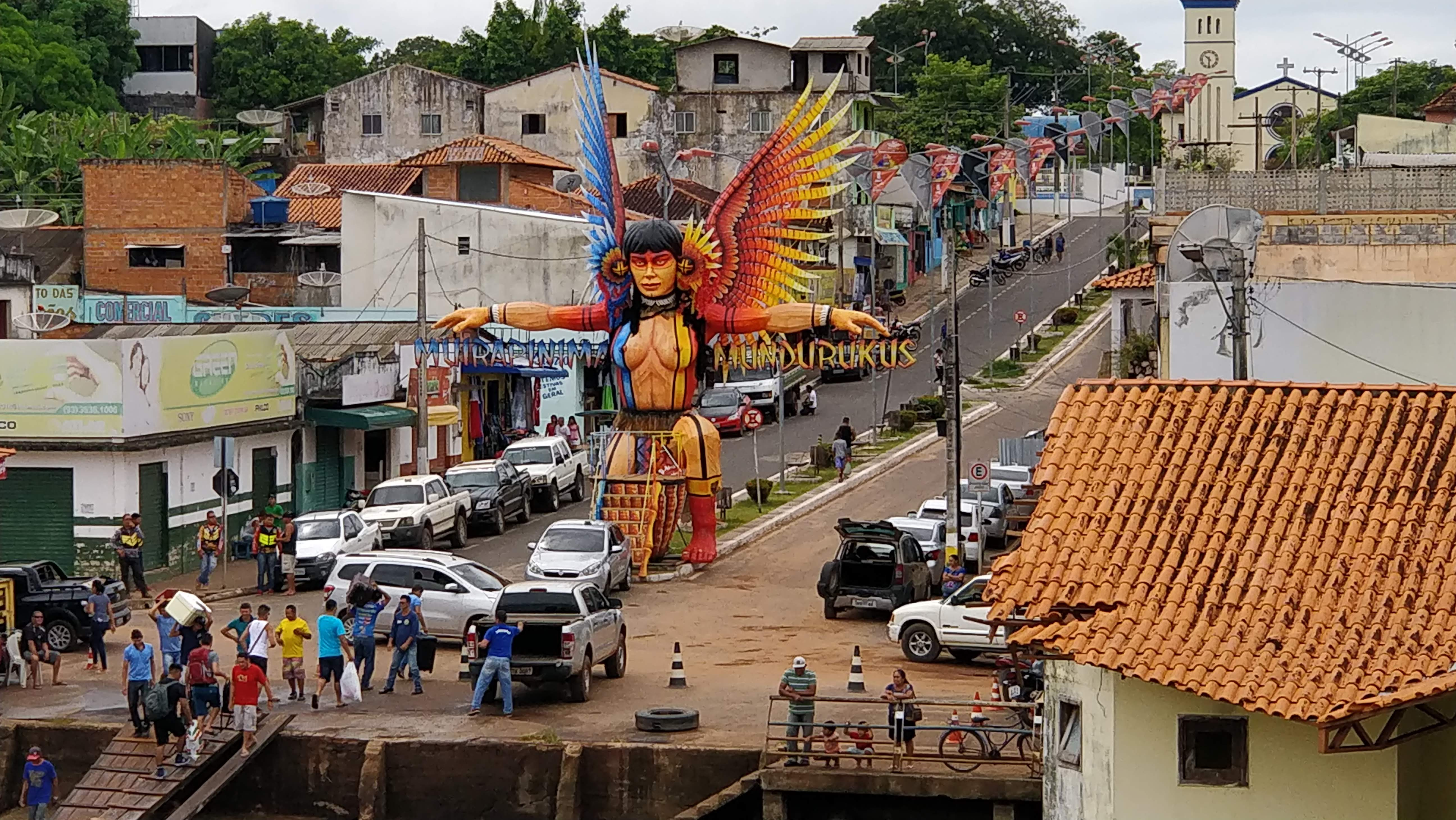
茹魯蒂

茹魯蒂（葡萄牙語：Juruti），是巴西的城鎮，位於該國北部，由帕拉州負責管轄，始建於1818年4月9日，面積3,206平方公里，海拔高度36米，2009年人口35,530，人口密度每平方公里4.5人。